# Yo-kai Watch, le film
 (juin 2018).
Si vous disposez d'ouvrages ou d'articles de référence ou si vous connaissez des sites web de qualité traitant du thème abordé ici, merci de compléter l'article en donnant les références utiles à sa vérifiabilité et en les liant à la section « Notes et références ».
Yo-kai Watch, le film (映画 妖怪ウォッチ 誕生の秘密だニャン！ / Yo-kai Watch: Tanjō no Himitsu da Nyan!) est un film d'animation japonais de 2014 de Shigeharu Takahashi et Shinji Ushiro, adapté de la franchise Yo-kai Watch et sorti en 2014.
En France, il a été distribué par Wild Bunch Distribution en 2017. Il a été suivi par Yo-kai Watch: Enma Daiō to Itsutsu no Monogatari da Nyan! (2015), inédit en dehors du Japon.

## Synopsis
Une nuit, les méchants Yo-kai Laure et Marge volent la montre Yo-kai de Nathan Adams pour aider leur maître Lady Perpétua à empêcher les humains et Yo-kai d'être amis! Il rencontre alors Meganyan, qui lui dit que Yo-Kai sont réels. Lui et l'équipage se dirigent vers la grand-mère de Nathan, rencontrent une ombre et la poursuivent, mais en vain. Meganyan revient, demandant de retirer le bouchon dans son corps - le bouchon qui supprime son énergie. Nathan décide de ne pas le retirer et demande à Jibanyan et Whisper de le retirer, mais en vain. Nathan l'arrache, et lui et l'équipage se couvrent de fumée rose. Il trouve l'aide du Yo-kai Hovernyan - et utilise une pierre à retardement pour emmener Nathan, Whisper et Jibanyan dans le temps, 60 ans après l'invention de la montre Yo-kai par le propre grand-père de Nathan: Nathaniel alors qu'il était enfant. Lady Perpétua en prend bonne note et essaie d'éloigner le monde humain du monde Yo-kai. Ensemble, les deux garçons combattent Lady Perpétua et ses méchants méchants Yo-kai Perfides pour sauver le monde de ses plans diaboliques.

## Fiche technique
- Titre original : Yo-kai Watch: Tanjō no Himitsu da Nyan!
- Titre français : Yo-kai Watch, le film
- Réalisation : Shigeharu Takahashi et Shinji Ushiro
- Scénario : Yoichi Kato, d'après les personnages créés par Takuzô Nagano et Miho Tanaka
- Musique : Ken'ichirō Saigō
- Direction artistique : Toshihiro Kohama et Aya Kuginuki
- Photographie : Tatsumi Yukiwaki
- Son : Masafumi Mima
- Montage : Emi Onodera
- Production : Izumi Furusawa, Kiyofumi Kajiwara et Makoto Wada
- Sociétés de production : OLM
- Sociétés de distribution : Tōhō (Japon), Wild Bunch Distribution (France)
- Pays de production :  Japon
- Langue originale : japonais
- Format : couleur  — 35 mm (Kodak) / D-Cinema (ARRIRAW/Digital Intermediate) — 1,85:1 — son     Dolby Digital
- Genre : animation
- Durée : 97 minutes
- Dates de sortie :
  - Japon : 20 décembre 2014
  - France : 9 août 2017

## Distribution

### Voix originales
- Haruka Tomatsu : Keita Amano
- Tomokazu Seki : Whisper / Buchinyan
- Etsuko Kozakura : Jibanyan / Buchinyan / Shogunyan
- Romi Park : Keizo Amano
- Yûki Kaji : Darknyan / Hovernyan / Meganyan
- Ainosuke Kataoka : Dame Dedtime
- Vanilla Yamazaki : Kin
- Mika Kanai : Gin
- Hisako Kyôda : Yukiko Amano
- Haruka Shimazaki : Young Yukiko Amano
- Naoki Bando : Bronzlow / Manjimutt / Robonyan / Roughraff
- Aya Endō : Komasan / Fumiko Kodama
- Masahito Yabe : Dandoodle / Happiere / Walkappa
- Ryôko Nagata : Kyubi / Mrs. Amano
- Chie Satô : Kanachi Imada / Tattletell
- Yûko Sasamoto : Blazion
- Tôru Nara : Gorota Kumashira / Mr. Amato
- Ken Shimura : Master Nyada